# Évitage
L’évitage est la manœuvre qui consiste à faire pivoter un navire sur lui-même dans un espace restreint en s'aidant de sa propulsion, de sa barre et éventuellement de remorqueurs et de pousseurs ou d'aussières passées sur un quai. Une zone d'évitage est une zone réservée dans un port pour cette manœuvre, et donc laissée libre de tout obstacle. 
Le cercle d'évitage est la surface que va balayer un navire en tournant autour de son mouillage. Sous la force combinée du vent et/ou du courant, le navire pivote autour de son point de mouillage (il évite). En fonction des conditions de vent et de la configuration des courants, le navire peut pivoter autour de son point d'ancrage de quelques degrés ou tourner de 180 degrés (à la renverse des courants). 
La surface du cercle d'évitage d'un navire dépend de sa taille, de la longueur de sa ligne de mouillage, de l'activité du courant et de la force du vent.  D'autres paramètres entrent en ligne de compte de manière plus subtile tels que la surface des œuvres mortes du navire, la forme de sa quille et sa masse.
Avant de mouiller, on s'assure qu'il n'y a aucun obstacle potentiel dans le cercle d'évitage autour du point de mouillage choisi.